# Borislav Novačkov
Borislav Stefanov Novačkov (* 29. listopadu 1989 Radnevo) je americký a bulharský zápasník–volnostylař. Bulharsko reprezentuje od roku 2013.

## Sportovní kariéra
Dětství prožil v bulharském Radnevu, kde se od mala věnoval folklórním tancům a od 10 let zápasil společně s bratrem Filipem v místním zápasnickém kroužku. V roce 2003 se jeho rodiče rozhodli hledat lepší životní podmínky na západním pobřeží Spojených států v Sunnyvale. V Sunnyvale se na střední škole Fremont High věnoval americkému národnímu zápasu v školním týmu Firebirds pod vedením Bobbyho Sota. Střední školu dokončil se zápasovou bilancí 145 vítězství a 21 porážek. Po skončení střední školy v roce 2007 pokračoval v tréninku na California Polytechnic State University, za jejichž zápasnický tým Mustangs zápasil pod vedením Johna Azeveda a Marka Perryho. Univerzitu dokončil v roce 2012 se zápasovou bilancí 121 vítězství a 33 porážek.
V roce 2013 ho oslovil s nabídkou reprezentovat rodné Bulharsko čestný prezident bulharského zápasnického svazu Valentin Jordanov žijící trvale ve Spojených státech. Nabídku přijal a stal se členem jeho domovského klubu Lokomotiv Ruse. Nadále se však připravoval ve Spojených státech s univerzitním týmem Illinois Fighting Illini při Univerzitě Illinois v Urbana Champaign pod vedením svého trenéra z Cal Poly Marka Perryho.
V květnu 2016 se ve váze do 65 kg kvalifikoval z druhé světové olympijské kvalifikace v tureckém Istanbulu na olympijské hry v Riu. Na olympijský turnaj se připravoval s univerzitním týmem Cardinal Stanfordovy univerzity pod vedením Jamilla Kellyho. V Riu prohrál ve druhém kole s americkým Portorikáncem Franklinem Gómezem 4:7 na technické body, když ve druhém poločase neudržel vedení 4:1 na technické body.
V roce 2018 vyslovil záměr přestoupit k profesionálům v bojovém sportu mixed martial arts.

## Výsledky
| Turnaj             | 2013 | 2014 | 2015 | 2016 | 2017 |
| Turnaj             | 24   | 25   | 26   | 27   | 28   |
| Turnaj             | -66  | -65  | -65  | -65  | -65  |
| ------------------ | ---- | ---- | ---- | ---- | ---- |
| Olympijské hry     |      |      |      | 8.   |      |
| Mistrovství světa  | úč.  | úč.  | úč.  |      | —    |
| Evropské hry       |      |      | 7.   |      |      |
| Mistrovství Evropy | —    | 3.   | 7.   | —    | 2.   |